# Rhododendron brachypodum
Rhododendron brachypodum là một loài thực vật có hoa trong họ Thạch nam. Loài này được W.P. Fang & P.S. Liu miêu tả khoa học đầu tiên năm 1982.